# James Pastouna
James Pastouna (* 6. Dezember 1955 in New Brighton in England) ist ein englischer Journalist, Filmemacher und Buchautor.

## Leben
Der britische Journalist erzielte 1977 seinen BA Hons (Bachelor of Arts Honours) in Sozialwissenschaften. 1978 zog er nach Deutschland und legte 1983 ein Diplom in Deutsch an der Universität zu Köln ab. Ab 1984 arbeitete er für die englischsprachige Abteilung der Deutschen Welle Radio. Dort produzierte er Beiträge und Interviews über Popmusik, Kulturthemen und Umwelt. 1989 wechselte er vom Radio zu den Fernsehnachrichten. Er arbeitete seitdem als freier Mitarbeiter für Deutsche Welle Fernsehen, die Deutsche Presse-Agentur und TransTel. Die Nachrichtenbeiträge zu Europa wurden außerhalb Deutschland weltweit ausgestrahlt, unter anderem im Programm European Journal im PBS Kanal.
Ab 1993 arbeitete James Pastouna regelmäßig für das Programm Europa Semanal, das wöchentlich in Südamerika ausgestrahlt wurde. Zusammen mit einem Kameramann bereiste er die Länder Süd- und Mittelamerikas, um Nachrichtenbeiträge zu produzieren, etwa über die Flutgefahren in Ecuador oder die Mission eines deutschen Priesters in Nicaragua. Zwischen 1993 und 1996 kamen so über 40 TV-Beiträge zustande. Seit 1996 arbeitet Pastouna überwiegend für den WDR. 1996 drehte er seinen ersten Dokumentarfilm für die Programmreihe „Gott und die Welt“. Der Film berichtete vom Schicksal HIV-infizierter Kinder in Rumänien. In vielen weiteren Dokumentationen behandelte er Themen wie Europas letzte Leprakolonie, Jugendliche im Anti-Aggressions-Training oder aber die Geschichte der deutschen Kriegsgefangenen 1946 in England („Wie aus Feinden Freunde wurden“). Er drehte zwei Filme über Guantanamo Bay. Zu diesem Thema schrieb er auch ein Buch, das daran erinnert, dass Rechtsstaatlichkeit das Fundament einer demokratischen, friedvollen und gerechten Welt bleiben muss.

## Filmografie
- 1996: 52 min. Dokumentation Salz der Anden, Produktion und Regie im Auftrag von Unicef
- 1997: WDR, 30'-Doku Die kleinen Kämpfer – HIV-Kinder in Rumänien
- 1998: WDR + ARTE, 30'-Doku Geschlossene Gesellschaft – Europas letzte Leprakolonie
- 1999: WDR, 30'-Doku Der fliegende Prediger – Ein exzentrischer Engländer predigt seine Botschaft
- 2000: WDR, 30'-Doku In guten wie in schlechten Tagen. Eheseminar für Strafgefangene
- 2001: ARD/WDR, 30'-Doku Gewalt kann Mann verlernen. Anti-Aggressionstraining für Jugendliche
- 2001: ARD/WDR, 30'-Doku Wie aus Feinden Freunde wurden. Ehemalige deutsche Soldaten in englischer Kriegsgefangenschaft
- 2002: WDR, 30'-Doku Fromme Täter – Ein Pater bricht das Schweigen
- 2002: ARD/WDR, 30'-Doku Vom Pfarrer missbraucht – Vertuschen, verschweigen, verstecken
- 2003: WDR, 30‘-Doku Verhungern per Gerichtsbeschluss
- 2003: ARD/WDR, 30‘-Doku Wir sind keine Feinde. Eine Israelin und eine Palästinenserin streiten für den Frieden
- 2004: ARD/WDR, 45‘-Doku Die Story: Im Todestrakt – Die Gefangenen von Guantanamo Bay
- 2004: ARD/WDR, 30‘-Doku Die Leihmutter – Eine Frau bekommt ihr 6. Kind
- 2005: WDR, 45‘-Doku Die Story: Das Verhör – Murat Kurnaz in Haft auf Guantanamo Bay
- 2006: WDR, 45‘-Doku Die Story: Luftkrieg – Der Streit zwischen Airbus und Boeing
- 2006: ARD/WDR, 30‘-Doku Rückkehr Unerwünscht. Ein Jahr nach dem Hurrikan Katrina in New Orleans
- 2006: ARD/WDR, 45‘-Doku Regen der Vernichtung. Das Erbe des Vietnamkrieges
- 2007: ARD/WDR 30'-Doku Deserteure – Amerikanische Kriegsdienstverweigerer
- 2007: WDR 30'-Doku Gewalt im Stadion – Fans halten dagegen
- 2008: WDR 30’- Doku Wo sind meine Eltern. Verlassene Kinder in Rumänien
- 2009: ARD/WDR, 30‘-Doku Nie aufgeben – Rupert Neudeck im Kongo
- 2011: ARD/WDR, 30‘-Doku Zwei Frauen-ein Schicksal – 10 Jahre nach dem 11. September
- 2012: ARD/WDR; 30’-Doku Frieren für Gerechtigkeit – Die Occupy-Bewegung im Winter
- 2014: WDR; 30'-Reportage Me and my future – Junge Menschen und ihre Zukunft
- 2015: ZDF Info. 45'-Doku Tomys letzte Reise – Kindertransport im Dritten Reich
- 2015: ARD/WDR; 30’-Doku Auf ewig verseucht – Vietnam 40 Jahre nach dem Krieg
- 2016: WDR; 45'-Doku Der geheime Deal – Die dunkle Geschichte des Contergan-Skandals

## Buch
- James Pastouna: Guantánamo Bay. Gefangen im rechtsfreien Raum., Hamburg 2005. Europäische Verlagsanstalt, ISBN 3-434-50590-3[4]